# Saison 2009 de l'équipe cycliste Columbia-HTC Women
La Saison 2009 de l'équipe Columbia-Highroad puis de l'équipe Columbia-HTC Women est la septième de la structure professionnelle de cyclisme sur route féminin Columbia-Highroad, connue de 2002 à 2007 sous le nom de T-Mobile. L'équipe a pour objectif de faire aussi bien qu'en 2008, où elle avait été numéro un mondial. Dès le mois d'avril, les blessures de Judith Arndt, la leader de l'équipe, pénalise beaucoup l'ensemble. Malgré des résultats d'ensemble satisfaisants, une seconde place au classement UCI par équipe et 46 victoires, la saison est quelque peu en retrait. Ina-Yoko Teutenberg est la principale source de satisfaction : elle remporte plus de la moitié des victoires ainsi que le Tour des Flandres, l'unique manche de la Coupe du monde gagnée de la saison, et finit cinquième du classement UCI.

## Préparation de la saison

### Partenaires et financement de l'équipe
L'équipe est parrainée par Columbia Sportswear Company. Ses vélos sont des Scott.
Au cours de l'année, le fabricant de téléphone portable HTC devient également partenaire de l'équipe.

### Arrivées et départs
L'équipe est présentée à Majorque en même temps que l'équipe masculine.
Elle connaît peu de changements entre 2008 et 2009. La principale recrue est la néerlandaise Ellen van Dijk, 21 ans, spécialiste du contre-la-montre et championne d'Europe du contre-la-montre espoirs de la discipline. Alexandra Wrubleski, 24 ans, vainqueur du Canadian Redlands Classic, championne du Canada en titre, mais aussi quatrième de la Flèche wallonne, rejoint également l'équipe. L'UCI note également la présence de Maria Mendel, cependant l'équipe la mentionne pas dans son recrutement.
Sur le plan des départs, Alexis Rhodes n'est pas renouvelée et rejoint l'équipe Webcor sur recommandation de Scrymgeour. Sandig quitte également l'équipe, tandis que Wood et Wichmann prennent leur retraite.
| Arrivées            | Équipe 2008                 |
| ------------------- | --------------------------- |
| Eleonora van Dijk   | Vrienden Van Het Platteland |
| Maria Mendel        |                             |
| Alexandra Wrubleski | Webcor Builders             |

| Départs          | Équipe 2009             |
| ---------------- | ----------------------- |
| Alexis Rhodes    | Webcor Builders         |
| Madeleine Sandig | Nürnberger Versicherung |
| Anke Wichmann    | retraite                |
| Oenone Wood      | retraite                |

### Objectifs
Les objectifs de l'équipe est de faire aussi bien voire mieux qu'en 2008. Dans le détails, les classiques, le Tour de l'Aude, le Tour d'Italie, le Tour de Thuringe, les championnats nationaux et les championnats du monde sont les buts affichés. L'état d'esprit est également une priorité pour Bob Stapleton.

## Coureurs et encadrement technique

### Effectif

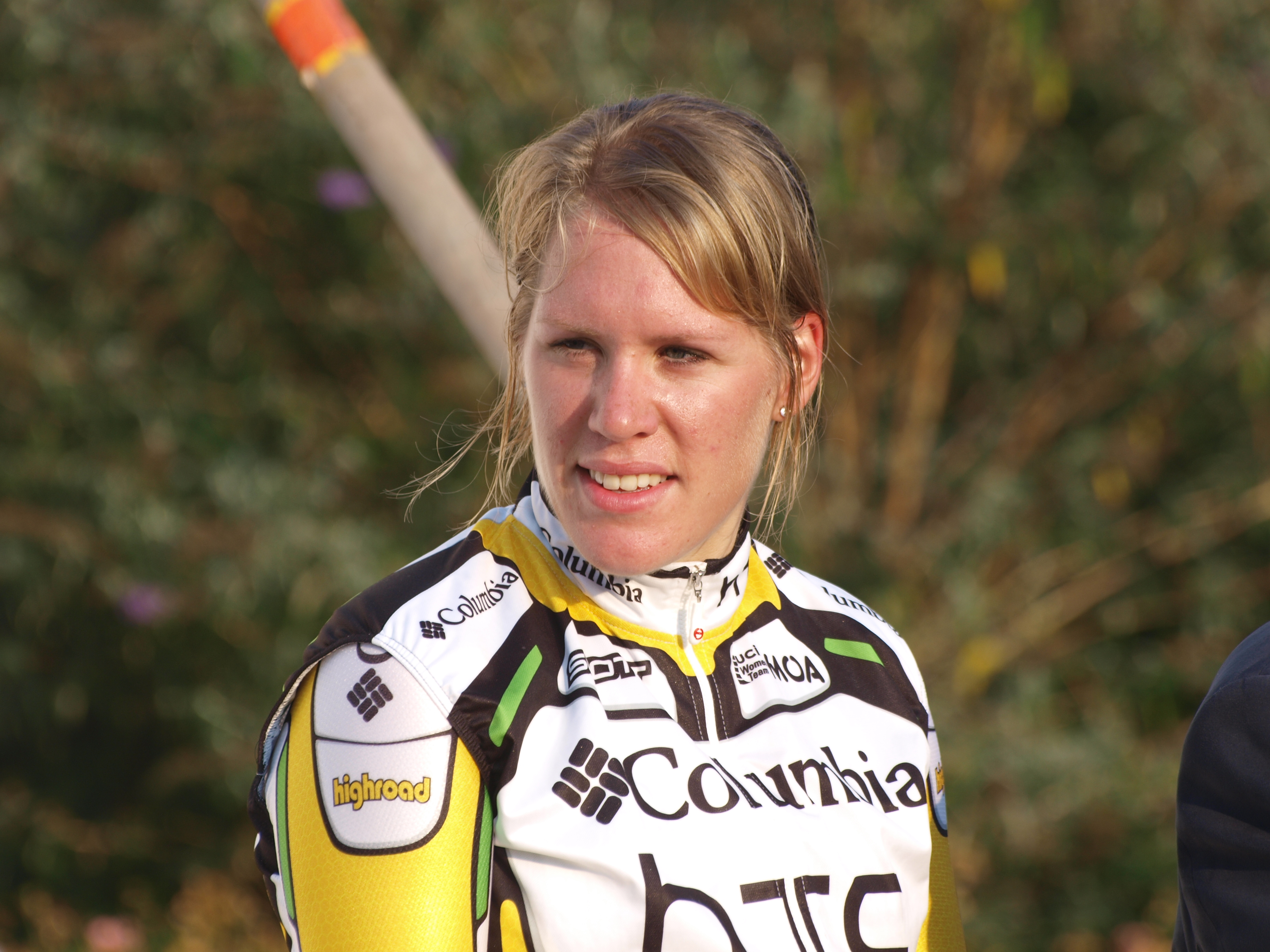
Ellen van Dijk en 2009

| Cycliste,           | Date de naissance | Nationalité | Équipe 2008                 |  |
| ------------------- | ----------------- | ----------- | --------------------------- |  |
| Mara Abbott         | 14 novembre 1985  | États-Unis  | Columbia                    |  |
| Kimberly Anderson   | 28 janvier 1968   | États-Unis  | Columbia                    |  |
| Judith Arndt        | 23 juillet 1976   | Allemagne   | Columbia                    |  |
| Katherine Bates     | 18 mai 1982       | Australie   | Columbia                    |  |
| Chantal Beltman     | 25 août 1976      | Pays-Bas    | Columbia                    |  |
| Ellen van Dijk      | 11 février 1987   | Pays-Bas    | Vrienden Van Het Platteland |  |
| Emilia Fahlin       | 24 octobre 1988   | Suède       | Columbia                    |  |
| Luise Keller        | 8 mars 1984       | Allemagne   | Columbia                    |  |
| Maria Mendel        | 30 septembre 1987 | Allemagne   |                             |  |
| Ina-Yoko Teutenberg | 28 octobre 1974   | Allemagne   | Columbia                    |  |
| Linda Villumsen     | 9 avril 1985      | Danemark    | Columbia                    |  |
| Alexandra Wrubleski | 31 mai 1984       | Canada      | Webcor Builders             |  |

### Encadrement
Comme les années précédentes, le directeur de l'équipe, féminine et masculine, est Bob Stapleton. Ronny Lauke est le directeur sportif de l'équipe depuis 2008. L'entraîneuse et responsable média est Petra Rossner. Le soigneur est Arkadiusz Wojtas,.

## Déroulement de la saison

### Février-mars: Courses de préparation
Sur le premier Tour du Qatar féminin, Ellen van Dijk se classe troisième de la première étape au sprint. Elle est huitième le lendemain, puis sixième de la dernière étape. Elle ainsi termine l'épreuve à la quatrième place du général et remporte le classement de la meilleure jeune. Ina-Yoko Teutenberg, Kimberly Anderson et Emilia Fahlin préparent la saison aux États-Unis. Cette dernière remporte le critérium du Tour de Californie, épreuve comptant pour l'USA Cycling National Racing Calendar. Sur la Merco cycling classic, Ina-Yoko Teutenberg s'impose au sprint. Elle récidive le lendemain sur la deuxième course dans le comté de Merced. Sur la San Dimas Stage Race, Mara Abbott gagne le contre-la-montre de la première étape avec quarante-cinq secondes d'avances sur Kristen LaSasso. Alexandra Wrubleski est cinquième, Ina-Yoko Teutenberg sixième, Kimberly Anderson huitième. L'Allemande est la plus rapide sur la deuxième et troisième étape. Cela lui permet d'inscrire son nom au palmarès de l'épreuve. Alexandra Wrubleski est quatrième, Kimberly Anderson septième. En Italie, Linda Villumsen gagne la troisième course du trophée de la côte étrusque à Santa Luce en étant échappée avec Modesta Vžesniauskaitė et en la battant au sprint. À la fin du mois, sur la Redlands Classic, Mara Abbott finit deuxième du contre-la-montre inaugural remporté par Amber Neben. Ina-Yoko Teutenberg est troisième dans le même temps. Elle s'impose le lendemain et le surlendemain au sprint. En finissant cinquième de la dernière étape, elle s'assure la victoire finale. Elle a donc déjà remporté huit victoires, toutes en Californie, avant la fin du mois de mars.

### Avril: Classiques
Sur la première épreuve de coupe du monde du Trofeo Alfredo Binda-Comune di Cittiglio, l'équipe ne pèse pas réellement sur la course, Linda Villumsen est la mieux classée à la quatorzième place. Judith Arndt se rompt la clavicule en mars alors qu'elle s'entraîne en Australie, cela l'empêche de courir le Tour des Flandres dont elle est tenante du titre notamment,,. Sur cette même course, Ina-Yoko Teutenberg s'impose au sprint en profitant du travail de l'équipe Cervélo TestTeam qui rattrape Marianne Vos et garde le peloton de tête groupé pour le compte de Kirsten Wild. Cette victoire surprend ceux qui pensaient qu'elle ne passerait pas les monts. Elle gagne ensuite au sprint le Drentse 8 van Dwingeloo devant Regina Schleicher et Kirsten Wild. Sur l'épreuve de Coupe de monde suivante, le Tour de Drenthe, elle prend la septième place en remportant le sprint du peloton après avoir attaqué, sans succès, dans la dernière ascension en compagnie de Noemi Cantele. Elle est aussi la plus rapide dans l'emballage final sur le Ronde van Gelderland en surclassant Rochelle Gilmore, Emma Johansson et Marianne Vos.
Sur la Flèche wallonne, la première attaque vient de Trixi Worrack dans la Côte de Peu d'Eau. Elle est rejointe par Ina-Yoko Teutenberg, Noemi Cantele et Christel Ferrier-Bruneau. Elles sont reprises au sommet de la Côte de Haut-Bois. Absente dans le final du groupe de cinq coureuses en tête, Mara Abbott termine septième, Alexandra Wrubleski douzième,.

### Mai: Tour de Berne et Tour de l'Aude
En mai, Ina-Yoko Teutenberg remporte la quatrième étape du Gracia Orlova. Sur le Tour de Berne, Linda Villumsen est huitième. Sur le Tour de l'Aude, cette dernière remporte le prologue. Ina Teutenberg s'impose au sprint lors de la première et de la troisième étape. Sur celle-ci elle profite d'une chute collective derrière elle. Dans la deuxième étape contre-la-montre par équipe, Columbia-HTC termine quatrième. L'équipe est plus à la peine sur les étapes difficile, même si Emilia Fahlin est septième de la huitième étape. Ina-Yoko Teutenberg gagne la dernière étape au sprint. Linda Villumsen est dixième du classement général final.
Fin mai, Mara Abbott est onzième de la Coupe du monde cycliste féminine de Montréal.
Ina-Yoko Teutenberg remporte la Liberty Classic au sprint. Mi-juin, Arndt de retour de convalescence remporte trois étapes du Emakumeen Euskal Bira puis le général. Mara Abbott est troisième de la dernière étape et du général,. L'équipe place ensuite trois coureuses sur les trois premières marches du RaboSter avec Teutenberg, Beltman et Villumsen. Cette dernière remporte le prologue, Teutenberg est deuxième de la première étape tandis que Chantal Beltman est troisième de la dernière étape,. Au Tour du Trentin, Kimberly Anderson termine quatrième de la deuxième étape et du classement général, Judith Arndt est cinquième des deux classements.
Sur les championnats nationaux, Judith Arndt est deuxième du contre-la-montre en Allemagne trois secondes derrière Trixi Worrack. Ina-Yoko Teutenberg est troisième à trente-quatre secondes. Elle remporte ensuite pour la première fois de sa carrière le titre sur l'épreuve en ligne allemande dans un sprint massif. Aux Pays-Bas, Ellen van Dijk est troisième du contre-la-montre seize secondes derrière Regina Bruins et dix secondes derrière Kirsten Wild. Elle est ensuite neuvième de l'épreuve en ligne. Emilia Fahlin gagne le titre en contre-la-montre en Suède en devançant Susanne Ljungskog de neuf secondes. Sur l'épreuve en ligne, les favorites se regardent et laissent partir une échappée, Emilia Fahlin est sixième. Au Danemark, Linda Villumsen remporte à la fois le contre-la-montre, avec près d'une minute d'avance sur Trine Schmidt, et l'épreuve en ligne en arrivant seule. Aux États-Unis, Mara Abbott prend la septième place de la course en ligne.

### Juillet: Tour d'Italie et Tour de Thuringe
Le 1er juillet, Ellen van Dijk remporte pour la deuxième fois consécutive le titre de championne d'Europe de cyclisme espoirs contre-la-montre en devançant de vingt seconde Emilia Fahlin. Sur la course en ligne, cette dernière est la mieux classée en étant onzième,.
Au Tour d'Italie, Linda Villumsen est troisième du prologue, Ina-Yoko Teutenberg quatrième. Sur la première étape qui se termine en côte, Judith Arndt prend la troisième place et Mara Abbott la quatrième. L'étape du lendemain est un contre-la-montre individuel, Arndt est cinquième. Mara Abbott s'impose sur la troisième étape en haut du Monte Serra devant Emma Pooley, Arndt est quatrième. Elles sont alors respectivement deuxième et quatrième du classement général. La quatrième étape est remportée au sprint par Ina Teutenberg. Elle est troisième sur l'étape suivante. Sur la sixième étape, Arndt et Abbott s'échappent dans la seconde ascension avec Claudia Häusler, Nicole Brändli et Emma Pooley. Elles lâchent cette dernière dans la descente. Finalement, Judith Arndt s'impose. Le soir de cette étape, elle est deuxième du général à douze secondes de Hausler et Abbott est troisième à trente-huit secondes. Le lendemain, sur un final en pente, Hausler gagne le sprint devant Arndt et Abbott, cela lui permet d'empocher cinq secondes de bonifications. Sur la huitième étape, Arndt chute et doit abandonner, les examens révèlent un bras cassé. Les deux dernières étapes ne permettent pas de reprendre de temps au général, Abbott monte donc sur la deuxième marche du podium,.
Sur le Tour de Thuringe, Ellen van Dijk est quatrième de la première étape. Linda Villumsen tente de s'échapper à trente-cinq kilomètres de l'arrivée dans la troisième étape avant de faire reprendre puis de parvenir à prendre le large. Elle gagne avec plus d'une minute d'avance sur la seconde et prend la tête du classement général. Elle est cinquième le lendemain, sixième le surlendemain. Cela lui permet de s'imposer au classement général.
Sur le contre-la-montre par équipe de l'Open de Suède Vårgårda, l'équipe Columbia-HTC termine deuxième derrière l'équipe Cervélo. Sur l'épreuve en ligne, Linda Villumsen termine dans le groupe de tête à la douzième place.

### Août: Route de France
En août, Ina-Yoko Teutenberg finit troisième du prologue de la Route de France féminine. Elle remporte ensuite la première étape au sprint, est deuxième lors de l'étape contre-la-montre suivante, puis gagne la troisième étape. Elle endosse ainsi le maillot jaune. Lors de la quatrième étape, Kimberly Anderson s'échappe avec Evelyn Stevens qui s'impose, mais c'est la première qui mène au classement général.
Elle conserve sa place le lendemain et gagne donc la course par étapes,.
L'équipe ne participe pas au Grand Prix de Plouay.

### Septembre: Holland ladies tour
En septembre, le  Holland Ladies Tour permet à Ina-Yoko Teutenberg de prendre la troisième place de la première étape. C'est la première fois de l'année qu'elle est battue par Kirsten Wild dans l'exercice. Le lendemain, Ellen van Dijk remporte le contre-la-montre, Linda Villumsen est deuxième. Sur la troisième étape tout comme sur la quatrième étape, Teutenberg est deuxième du sprint. Elle parvient toutefois à s'imposer sur la cinquième étape. La dernière étape est décisive pour le classement général, Ina-Yoko Teutenberg est sixième, elle termine troisième du tour.
Au Tour de Nuremberg, Ina-Yoko Teutenberg est battue au sprint par Kirsten Wild et Rochelle Gilmore.
Au Tour de Toscane féminin-Mémorial Michela Fanini, l'équipe est quatrième du contre-la-montre par équipe de la première étape. Sur la deuxième étape, Teutenberg prend la deuxième place. Le lendemain, Judith Arndt et Mara Abbott finissent respectivement troisième et quatrième. Sur le contre-la-montre de l'étape suivante, Ellen van Dijk est battue par Marianne Vos et est deuxième. Teutenberg gagne l'étape suivante en réglant le groupe d'échappées. Au général, Arndt est septième.

### Championnats du monde
Judith Arndt, Linda Villumsen, Ellen van Dijk et Emilia Fahlin participent au contre-la-montre des championnats du monde avec leur sélection nationale respective. La Danoise se montre régulière tout au long de l'épreuve et prend la médaille de bronze. L'Allemande démarre par contre lentement, n'étant que dixième au dernier pointage intermédiaire, avant d'accélérer dans le final pour s'adjuger la quatrième place.  Ina-Yoko Teutenberg, Mara Abbott et Kimberly Anderson prennent également le départ de la course en ligne contrairement à Ellen van Dijk. Durant la course, Judith ne fait certes pas partie du groupe de quatre coureuses se disputant la victoire, mais est deuxième du sprint du groupe des poursuivantes et se classe donc sixième,,.

## Bilan de la saison
Teutenberg remporte vingt-quatre victoires durant la saison soit plus de la moitié du total, cela en fait l'athlète féminine ayant gagné le plus de courses durant l'année. L'équipe gagne quarante-six fois au total, dont trente-deux victoires UCI sur route, cela en fait la deuxième équipe dans le domaine derrière la Cervélo TestTeam Women qui a récolté quarante-trois bouquets sur les courses UCI,,.
Linda Villumsen franchit un cap en 2009 en remportant le Tour de Thuringe. Kimberly Anderson, une équipière de longue date, se voit récompensée de ses efforts avec son succès sur Route de France féminine. Mara Abbott a également fait une saison vraiment bonne avec notamment la deuxième place du général du Tour d'Italie.
Alexandra Wrubleski, après un bon début de saison, n'a plus courue avec l'équipe à partir de début juin.
Cependant, en comparaison de la saison précédente, les résultats sont plutôt décevants. L'équipe ne remporte qu'une épreuve de Coupe du monde. Au classement UCI, elle rétrograde d'une place pour devenir deuxième. Ronny Lauke explique que certaines des cyclistes étaient malades ou blessées durant la saison, notamment Judith Arndt. Il déclare également que l'état d'esprit dans l'équipe est resté excellent.

### Victoires
| Date         | Course                                                      | Pays               | Classe | Vainqueur           |
| ------------ | ----------------------------------------------------------- | ------------------ | ------ | ------------------- |
| 22 mars      | GP Costa Etrusca-Giro dei comuni Castellina M.MA-Santa Luce | Italie             | 1.2    | Linda Villumsen     |
| 5 avril      | Tour des Flandres                                           | Belgique           | CDM    | Ina-Yoko Teutenberg |
| 10 avril     | Drentse 8 van Dwingeloo                                     | Pays-Bas           | 1.1    | Ina-Yoko Teutenberg |
| 18 avril     | Ronde van Gelderland                                        | Pays-Bas           | 1.2    | Ina-Yoko Teutenberg |
| 2 mai        | 4e étape de Gracia Orlova                                   | République tchèque | 2.2    | Ina-Yoko Teutenberg |
| 15 mai       | Prologue du Tour de l'Aude cycliste féminin                 | France             | 2.1    | Linda Villumsen     |
| 16 mai       | 1re étape du Tour de l'Aude cycliste féminin                | France             | 2.1    | Ina-Yoko Teutenberg |
| 18 mai       | 3e étape du Tour de l'Aude cycliste féminin                 | France             | 2.1    | Ina-Yoko Teutenberg |
| 24 mai       | 9e étape du Tour de l'Aude cycliste féminin                 | France             | 2.1    | Ina-Yoko Teutenberg |
| 7 juin       | Liberty Classic                                             | États-Unis         | 1.1    | Ina-Yoko Teutenberg |
| 11 juin      | 1re étape du Emakumeen Euskal Bira                          | Espagne            | 2.1    | Judith Arndt        |
| 13 juin      | 3ea étape du Emakumeen Euskal Bira                          | Espagne            | 2.1    | Judith Arndt        |
| 14 juin      | 4e étape du Emakumeen Euskal Bira                           | Espagne            | 2.1    | Judith Arndt        |
| 14 juin      | Emakumeen Euskal Bira                                       | Espagne            | 2.1    | Judith Arndt        |
| 18 juin      | 1re étape du Ster Zeeuwsche Eilanden                        | Pays-Bas           | 2.2    | Linda Villumsen     |
| 20 juin      | Ster Zeeuwsche Eilanden                                     | Pays-Bas           | 2.2    | Ina-Yoko Teutenberg |
| 25 juin      | Championnat du Danemark du contre-la-montre                 | Danemark           | CN     | Linda Villumsen     |
| 27 juin      | Championnats du Danemark de cyclisme sur route              | Danemark           | CN     | Linda Villumsen     |
| 25 juin      | Championnats de Suède contre-la-montre                      | Suède              | CN     | Emilia Fahlin       |
| 28 juin      | Championnat d'Allemagne sur route                           | Allemagne          | CN     | Ina-Yoko Teutenberg |
| 1er juillet  | Championnats d'Europe du contre-la-montre espoirs           | Belgique           | 9      | Ellen van Dijk      |
| 6 juillet    | 3e étape du Tour d'Italie féminin                           | Italie             | 2.1    | Mara Abbott         |
| 7 juillet    | 4e étape du Tour d'Italie féminin                           | Italie             | 2.1    | Ina-Yoko Teutenberg |
| 9 juillet    | 6e étape du Tour d'Italie féminin                           | Italie             | 2.1    | Judith Arndt        |
| 23 juillet   | 3e étape du Tour de Thuringe                                | Allemagne          | 2.1    | Linda Villumsen     |
| 26 juillet   | Tour de Thuringe                                            | Allemagne          | 2.1    | Linda Villumsen     |
| 10 août      | 1re étape de la Route de France féminine                    | France             | 2.1    | Ina-Yoko Teutenberg |
| 12 août      | 3e étape de la Route de France féminine                     | France             | 2.1    | Ina-Yoko Teutenberg |
| 14 août      | Route de France féminine                                    | France             | 2.1    | Kimberly Anderson   |
| 2 septembre  | 2e étape du Holland Ladies Tour                             | Pays-Bas           | 2.2    | Ellen van Dijk      |
| 5 septembre  | 5e étape du Holland Ladies Tour                             | Pays-Bas           | 2.2    | Ina-Yoko Teutenberg |
| 19 septembre | 5e étape du Tour de Toscane féminin-Mémorial Michela Fanini | Italie             | 2.1    | Ina-Yoko Teutenberg |

### Résultats sur les courses majeures

#### Coupe du monde
| Date              | #  | Course                                       | Meilleure classée   | Classement |
| ----------------- | -- | -------------------------------------------- | ------------------- | ---------- |
| 29 mars 2009      | 1  | Trofeo Alfredo Binda-Comune di Cittiglio     | Linda Villumsen     | 14e        |
| 5 avril 2009      | 2  | Tour des Flandres                            | Ina-Yoko Teutenberg | Vainqueur  |
| 13 avril 2009     | 3  | Univé Tour de Drenthe                        | Ina-Yoko Teutenberg | 7e         |
| 22 avril 2009     | 4  | Flèche wallonne                              | Mara Abbott         | 7e         |
| 10 mai 2009       | 5  | Tour de Berne                                | Linda Villumsen     | 8e         |
| 30 mai 2009       | 6  | Coupe du monde cycliste féminine de Montréal | Mara Abbott         | 11e        |
| 31 juillet 2009   | 7  | Open de Suède Vårgårda TTT                   | Columbia-HTC Women  | 2e         |
| 2 août 2009       | 8  | Open de Suède Vårgårda                       | Linda Villumsen     | 12e        |
| 22 août 2009      | 9  | Grand Prix de Plouay                         | -                   | -          |
| 13 septembre 2009 | 10 | Tour de Nuremberg                            | Ina-Yoko Teutenberg | 3e         |

Ina-Yoko Teutenberg termine quatrième du classement final, l'équipe cinquième.

#### Grands tours
| Grand tour           | Tour d'Italie        | Tour de l'Aude                   | La Grande Boucle | Route de France         |
| -------------------- | -------------------- | -------------------------------- | ---------------- | ----------------------- |
| Coureur (classement) | Mara Abbott (2e)     | Linda Villumsen(10e)             | -                | Kimberly Anderson (1re) |
| Accessits            | 3 victoires d'étapes | 3 victoires d'étapes et prologue | -                | 2 victoire d'étapes     |

### Classement UCI
| Rang | Coureuse            | Points |
| ---- | ------------------- | ------ |
| 5    | Ina-Yoko Teutenberg | 582.45 |
| 10   | Judith Arndt        | 431.25 |
| 15   | Linda Villumsen     | 365.2  |
| 29   | Mara Abbott         | 202    |
| 38   | Kim Anderson        | 152.5  |
| 52   | Ellen van Dijk      | 96.75  |
| 81   | Emilia Fahlin       | 54.25  |
| 82   | Chantal Beltman     | 53.2   |
| 288  | Alexandra Wrubleski | 6      |
| 381  | Luise Keller        | 1.7    |

L'équipe est deuxième au classement UCI derrière l'équipe Cervélo TestTeam Women.